# جوناثان آسباس
جوناثان آسباس (بالإسبانية: Jonathan Aspas) هو لاعب كرة قدم إسباني في مركز الوسط، ولد في 28 فبراير 1982 في موانيا في إسبانيا. شارك مع منتخب إسبانيا تحت 16 سنة لكرة القدم ومنتخب إسبانيا تحت 17 سنة لكرة القدم ومنتخب إسبانيا تحت 18 سنة لكرة القدم ومنتخب إسبانيا تحت 20 سنة لكرة القدم. أما مع النوادي، فقد لعب مع راسينغ فيرول وسيلتا فيغو ب وسيلتا فيغو ونادي بونتيفيدرا ونادي بياتشينزا ونادي موسكرون.

## وصلات خارجية
- جوناثان آسباس على موقع الاتحاد الدولي (مؤرشف)  (الإنجليزية)
- جوناثان آسباس على موقع قاعدة بيانات كرة القدم.إي يو (الإنجليزية)
- جوناثان آسباس على موقع Soccerway.com (الإنجليزية)